# Чемпионат мира по фехтованию 1947
Чемпионат мира по фехтованию 1947 года прошёл в Лиссабоне (Португалия).

## Общий медальный зачёт
| Место | Страна  | Золото | Серебро | Бронза | Всего |
| ----- | ------- | ------ | ------- | ------ | ----- |
| 1     | Франция | 4      | 1       | 1      | 6     |
| 2     | Италия  | 2      | 3       | 4      | 9     |
| 3     | Австрия | 1      | 0       | 0      | 1     |
| 3     | Дания   | 1      | 0       | 0      | 1     |
| 5     | Бельгия | 0      | 2       | 2      | 4     |
| 6     | Швеция  | 0      | 2       | 0      | 2     |
| 7     | Египет  | 0      | 0       | 1      | 1     |

## Медалисты

### Мужчины
| Дисциплина                  | Золото | Серебро | Бронза |
| --------------------------- | --- | --- | --- |
| Шпага Личное первенство     | Эдуар Артига                                                                                                | Бенгт Юнгквист | Рауль Энкер |
| Шпага Командное первенство  | Франция · Эдуар Артига · Жеан Бюан · Марсель Деспре · Мишель Пешё · Анри Герен · Анри Лепаж                 | Швеция · Пер Карлесон · Свен Фальман · Карл Форсселль · Бенгт Юнгквист · Свен Тофельт                              | Италия · Стефано Аллоккио · Луиджи Кантоне · Эрколе Доменикони · Дарио Манджаротти · Эдоардо Манджаротти · Саверио Раньо |
| Рапира Личное первенство    | Кристиан д’Ориола                                                                                           | Манлио Ди Роза | Эдоардо Манджаротти |
| Рапира Командное первенство | Франция · Рене Буньоль · Жеан Бюан · Андре Бонен · Кристиан д’Ориола · Адриен Роммель                       | Италия · Джанкарло Бергамини · Манлио Ди Роза · Ренцо Ностини · Джорджо Пеллини · Джулиано Ностини · Саверио Раньо | Бельгия · Роберт Михиелс · Поль Вальк · Андре ван де Верве де Ворсселлаэр · Эдуар Ив                                     |
| Сабля Личное первенство     | Альдо Монтано                                                                                               | Жорж де Бургиньон                                                                                                  | Гастоне Даре |
| Сабля Командное первенство  | Италия · Гастоне Даре · Умберто Де Мартино · Альдо Монтано · Карло Филогамо · Винченцо Пинтон · Мауро Ракка | Бельгия · Робер Байо · Жорж де Бургиньон · Фердинан Жассонь · Эдуар Ив                                             | Египет · Салах Дессуки · Мохамед Абдель Рахман · Махмуд Юнес · Мохамед Зулфикар                                          |

### Женщины
| Дисциплина                  | Золото                                                           | Серебро                                                                               | Бронза                                                                                       |
| --------------------------- | ---------------------------------------------------------------- | ------------------------------------------------------------------------------------- | -------------------------------------------------------------------------------------------- |
| Рапира Личное первенство    | Эллен Прайс                                                      | Сильвия Струкель                                                                      | Луизетта Малербо                                                                             |
| Рапира Командное первенство | Дания · Карен Лахман · Кате Махаут · Грете Ольсен · Улла Бардинг | Франция · Жаклин Бодо · Рене Гариль · Франсуаза Гуни · Алис Каррен · Луизетта Малербо | Италия · Клео Бальбо · Велледа Чезари · Элена Либера · Альберта Лоренцони · Сильвия Струкель |